# Miniature de Fedoskino
La miniature de Fedoskino (en russe : Федо́скинская миниатю́ра) est un genre traditionnel de peinture miniature à la laque appliquée sur des supports en papier mâché, apparu à la fin du XVIIIe siècle à Fedoskino, village des environs de Moscou.

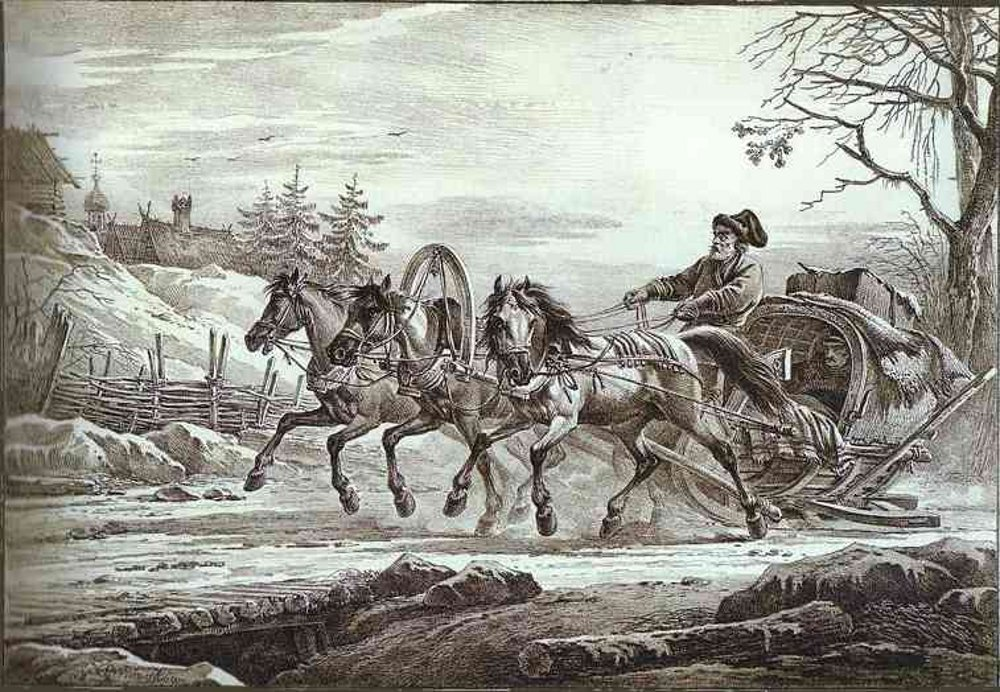
Troika (A. Orłowski)

## Émergence de la production sur papier maché
Les débuts de la production datent de 1795 quand le marchand P. I. Korobov organise dans le village de Danilkov (actuellement partie du village de Fedoskino) une production de couvre-chefs laqués destinés à l'armée. Korobov passa trois ans à l'usine de Johan Chtobrasser à  Brunswick en Allemagne, pour y reprendre la technologie du papier mâché et l'utiliser dans son usine en Russie pour fabriquer des pots de tabacs à priser fort populaires  à cette époque. Ceux-ci étaient couverts sur le couvercle de gravures, parfois peintes ou vernies à la laque. Durant le deuxième quart du XIXe siècle les pots à tabac, les boites et autres articles sont décorés de peintures miniatures réalisées à la peinture à l'huile dans le style de l'époque.

## L'usine de Loukoutine
Après la mort de Korobov, son usine passa dans les mains de sa fille par héritage puis est transmise par alliance familiale au marchand moscovite Loukoutine qui en resta propriétaire pendant 85 ans. En 1828 Piotr Vassilevitch Loukoutine (1784—1864) reçu le droit d'estampage des produits de son usine. Sur la partie intérieure des produits il appose l'aigle à deux têtes avec soit son nom, soit les initiales des Loukoutine, propriétaires de l'usine. En 1831, à l'exposition d'art et d'industrie de Moscou, P. V. Loukoutine reçoit la médaille d'or avec le cordon Annenski et en 1839 à l'exposition de Saint-Pétersbourg la médaille d'or avec cordon de Vladimir. Poursuivant le projet de P. V. Loukoutine, Alexandre Petrovitch Loukoutine  (1819—1888), obtient également une médaille d'or à l'exposition de Varsovie. À cette époque 40 salariés (hommes , femmes , enfants) travaillent dans l'usine. Beaucoup d'entre eux venaient des ateliers de peinture d'icônes  de Serguiev Possad et de Moscou. Certains avaient reçu une formation artistique de l'École Stroganoff. Parmi ceux-ci S. I. Borodkine, A. A.Charvine, A. V. Tikhomirov, D. A. Krylov.
Certains motifs préférés des productions de Fedoskino sont devenus très populaires pendant de longues années : « La Troïka, le « salon de thé », les scènes de la vie paysanne russe. Les productions les plus appréciées sont alors les boites et les coffrets, garnis de multiples figures complexes qui sont des copies de tableaux russes et occidentaux.

## Caractéristiques des miniatures de Fedoskino
Les miniatures laquées de Fedoskino sont réalisées grâce à trois ou quatre couches de couleurs à l'huile. L'originalité de la technique de Fedoskino  tient à ce que sur la surface du sujet à peindre est appliqué un matériau réfléchissant avant les couches de peintures : de la feuille d'or ou un alliage, ou encore des pièces de nacre. Ces matériaux transparaissent à travers les  glacis de peinture, donnant une profondeur à l'image et une luminosité remarquable.
La technique magistrale de peinture, une luminosité renforcée par le contraste avec le fond de laque noire brillante, le poli rendu par l'habilité de générations d'artistes, l'adéquation du sujet choisi pour la peinture avec la forme de l'objet a rendu ces produits populaires non seulement en Russie mais aussi en Europe occidentale. L'assortiment est très varié : coffres, boîtes de toutes dimensions, couvertures d'albums, portefeuilles, boites à thé, œufs de Pâques etc. Le dernier des Loukoutine — Nikolaï Alexandrovitch, un industriel moscovite éminent, collectionneur et mécène, soutint la production de l'usine mais sans y faire de bénéfices. En 1893 on lui construit une nouvelle demeure dans laquelle il installe un atelier de peinture de miniatures. En 1904, deux ans après la mort de N. A. Loukoutine, l'usine est fermée. Une partie du personnel poursuit le travail dans le village de Ostachkovo chez V. O. Vichniakov, à dix kilomètres de Fedoskino.

les quatre centres de miniature russes autour de Moscou : Fedoskino, Mstiora, Palekh, Kholoui

## École de Fedoskino
Dès 1931 une école d'apprentissage artisanal est créée à Fedoskino. Entre les années 1950 et 1980 l'école a formé des spécialistes de miniature à la laque, de peinture sur métal et de l'émaillage. Aujourd'hui la production continue grâce à des artistes devenus indépendants et travaillant pour leur compte.